# 우루과이
우루과이 동방공화국(스페인어: República Oriental del Uruguay 레푸블리카 오리엔탈 델 우루과이[*]), 약칭 우루과이는 남아메리카 동남부에 있는 공화국이다. 수도는 몬테비데오, 주요 도시는 리베라 등이 있다.
아르헨티나와 국경을 따라 흐르는 우루과이강의 동쪽에 위치한 것에서 국명이 유래되었다. 남서쪽에는 라플라타강의 하류를 사이로 아르헨티나와 접하며, 남동쪽 해안에는 대서양이 있다. 면적은 176,215km2로 남아메리카에서 수리남 다음으로 작은 나라이다.
1822년 브라질 제국에 속한 시스플라티나주(포르투갈어: Província Cisplatina, 스페인어: Provincia Cisplatina)였으나 1825년부터 1828년까지 3년간 저항했고, 아르헨티나의 도움을 받아 아르헨티나-브라질 전쟁을 통해 독립을 얻었다. 이로 인하여 우루과이는 독립과 동시에 아르헨티나와 우방국이 되었다. 정치 체제는 자유 민주주의 국가로 민주주의 지수가 남미 국가 가운데 가장 높은 나라로 알려져 있으며 대통령이 국가 원수이자 정부 수반이다.
우루과이 경제는 주로 농업(GDP의 10%이며, 주요 수출품)과 정부 부문 기반을 두고 있다. 국제 투명성 기구에 따르면 우루과이는 라틴아메리카에서 (칠레와 더불어) 가장 부패가 적은 나라이며, 정치적·노동 조건도 남미에서 가장 자유롭다. 우루과이 인구는 약 348만명이며, 인구의 94.6%가 유럽계이다.

## 자연 환경

### 지리
이 나라는 브라질과 아르헨티나 사이에 있는 나라이다. 국토는 팜파스 지대의 연장으로 대부분의 면적이 초원이며, 높은 산이 없고 숲이 거의 없는 편이다. 우루과이는 남아메리카에서 두 번째로 작은 독립국이다. 우루과이의 지리적 특징 때문에 낮은 평원과 언덕이 이어지면서 장관을 이룬다. 바닷가에는 비옥한 평야지대가 분포한다. 강을 비롯해 지류가 발달하여 전 국토에 수륙이 발달되어 있고 분지와 삼각지도 많은 편이다. 라플라타강, 우루과이강, 네그로 강 등이 있다. 여러 석호가 대서양 해안을 따라 발달하였는데 라 플라타 강이 남서쪽에 있고 우루과이 강이 서쪽 국경을 이룬다.
우루과이의 대척점 근처에는 한반도가 있으며 몬테비데오와 여수가 서로 대척점이다.

### 기후
우루과이의 기후는 온화한 편이여서 극도로 덥거나 극도로 추운 날이 거의 없는 편이다.(온대기후)
가장 추운 달은 6월로 1월이 가장 따뜻하다. 강수량은 연중 내내 고루 내리는 편이다. 눈이 잘 내리지 않는다. (지금까지 1913, 1918, 1963, 1989, 1992, 2007년에는 눈이 잘 내리지 않았다

## 행정 구역

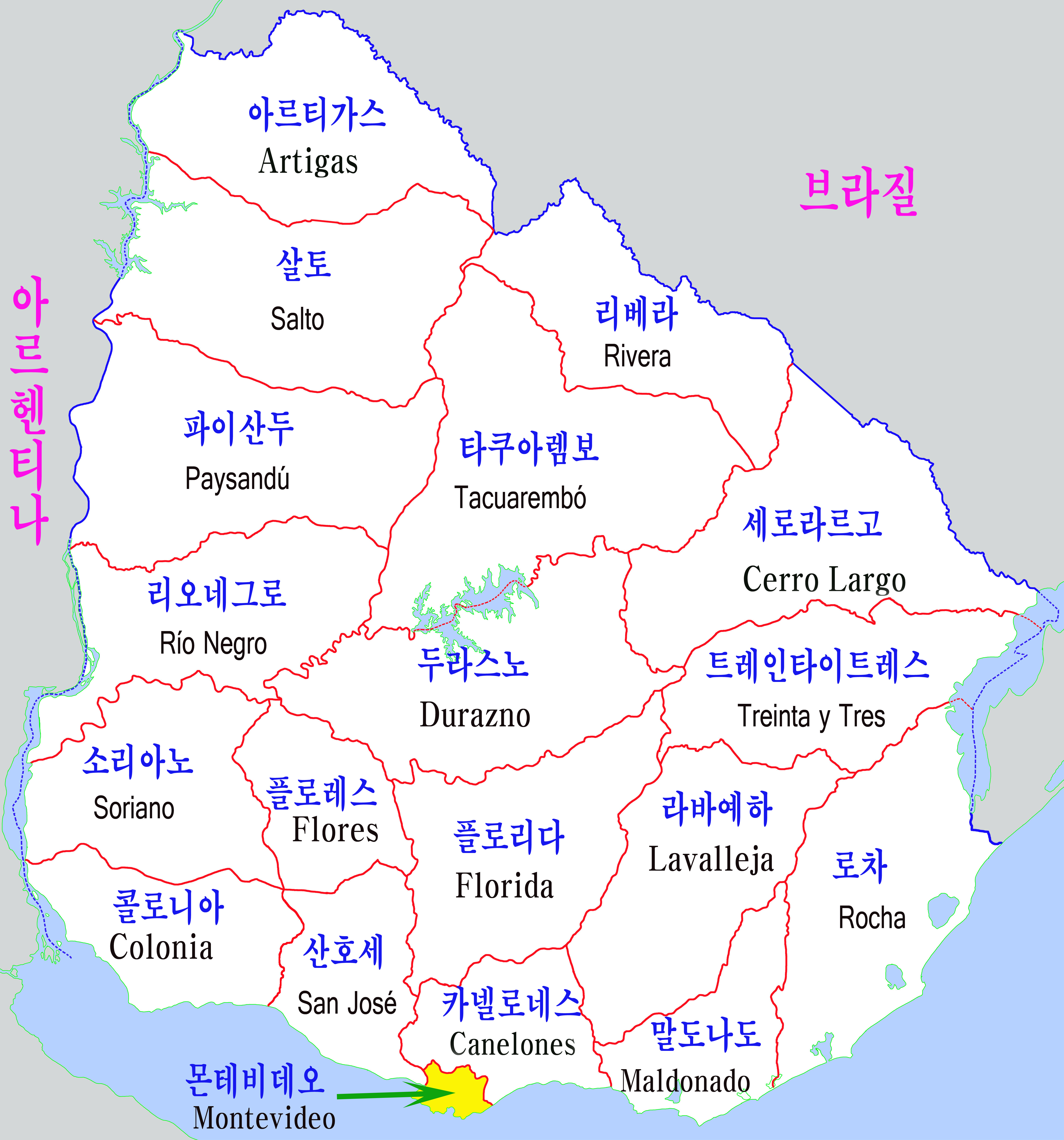
우루과이 행정 구역도

우루과이는 19개의 주(departamento)로 이루어져 있다.
| 주                 | 면적 (square kilometres) | 인구      | 주도                 |
| ------------------ | ------------------------ | --------- | -------------------- |
| 아르티가스주       | 11,928                   | 79,317    | 아르티가스           |
| 카넬로네스주       | 4,536                    | 509,095   | 카넬로네스           |
| 세로라르고주       | 13,648                   | 89,383    | 멜로                 |
| 콜로니아주         | 6,106                    | 120,855   | 콜로니아델사크라멘토 |
| 두라스노주         | 11,643                   | 60,926    | 두라스노             |
| 플로레스주         | 5,144                    | 25,609    | 트리니다드           |
| 플로리다주         | 10,417                   | 69,968    | 플로리다             |
| 라바예하주         | 10,016                   | 61,883    | 미나스               |
| 말도나도주         | 4,793                    | 147,391   | 말도나도             |
| 몬테비데오주       | 530                      | 1,342,474 | 몬테비데오           |
| 파이산두주         | 13,922                   | 115,623   | 파이산두             |
| 리오네그로주       | 9,282                    | 55,657    | 프라이벤토스         |
| 리베라주           | 9,370                    | 109,267   | 리베라               |
| 로차주             | 10,551                   | 70,614    | 로차                 |
| 살토주             | 14,163                   | 126,745   | 살토                 |
| 산호세주           | 4,992                    | 107,644   | 산호세데마요         |
| 소리아노주         | 9,008                    | 87,073    | 메르세데스           |
| 타콰렘보주         | 15,438                   | 94,613    | 타콰렘보             |
| 트레인타이트레스주 | 9,676                    | 49,769    | 트레인타이트레스     |

## 역사

### 콜럼버스 이전 시대와 식민 시대

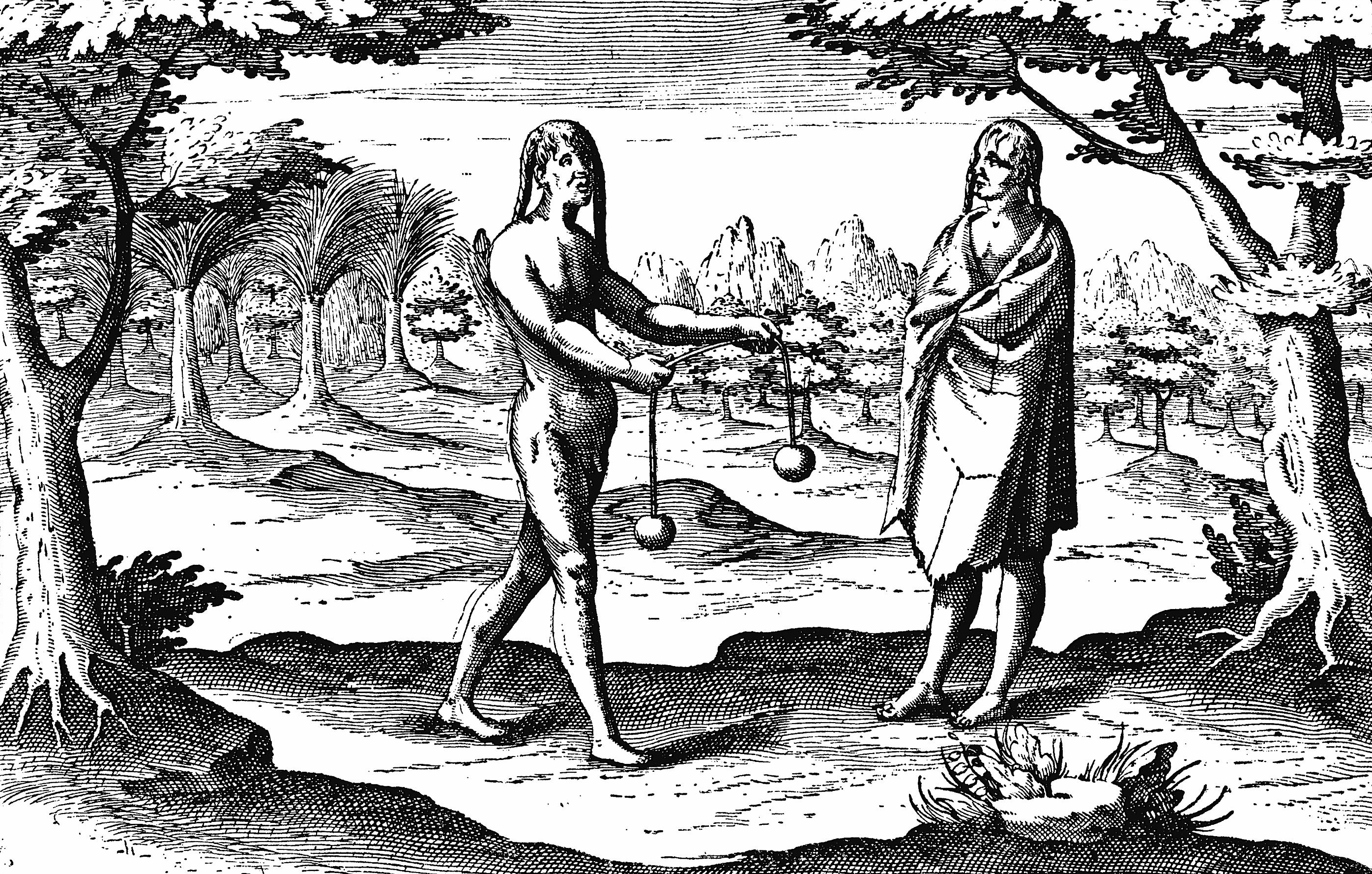
우루과이의 원주민 그림. 헨드릭 오트센 저널. 1603년.

유럽 식민화 이전 우루과이에 기록상 남아있는 거주민은 차루아족으로, 파라과이의 과라니족에 의해 남쪽으로 밀려난 작은 부족이었다. 차망가 등지에 원주민이 남긴 고대 암각화가 있다.
1516년 현 우루과이 땅에 에스파냐인들이 들어왔다. 원주민들이 격렬하게 저항했고, 게다가 이 곳에는 금이나 은도 나지 않았기 때문에 16세기와 17세기에 이곳에 식민 정착은 더디게 진행되었다. 1603년 에스파냐는 우루과이에 가축을 들여왔고 축산업은 이 지역 부의 원천이 되었다. 우루과이 땅에 첫 영구 식민 정착지는 1624년 에스파냐인들이 리오네그로의 소리아노에 세웠다. 1669~71년에 포르투갈인들은 사크라멘토 식민지 요새를 건설했다. 에스파냐가 포르투갈의 브라질 경계 밖 진출을 막으려고 하면서 이 지역의 에스파냐 식민화도 진척됐다.
18세기 초 에스파냐인들은 포르투갈에 대항할 군사 요새를 세울 목적으로 몬테비데오를 건설했다. 몬테비데오는 곧 부에노스 아이레스와 경쟁하는 상업 중심지로 성장했다. 19세기 초 우루과이는 영국, 에스파냐, 포르투갈과 계속 전쟁을 치렀으며, 아르헨티나, 브라질, 우루과이 지역의 식민 지배 세력과 싸웠다. 1806년과 1807년에 영국군이 에스파냐와 전쟁을 하면서 부에노스 아이레스를 점령하려고 했는데, 1807년 초 몬테비데오는 부에노스 아이레스를 공격하던 10,000여명의 영국군 병력에 같은 해 중순까지 점령되었다.

### 독립 투쟁

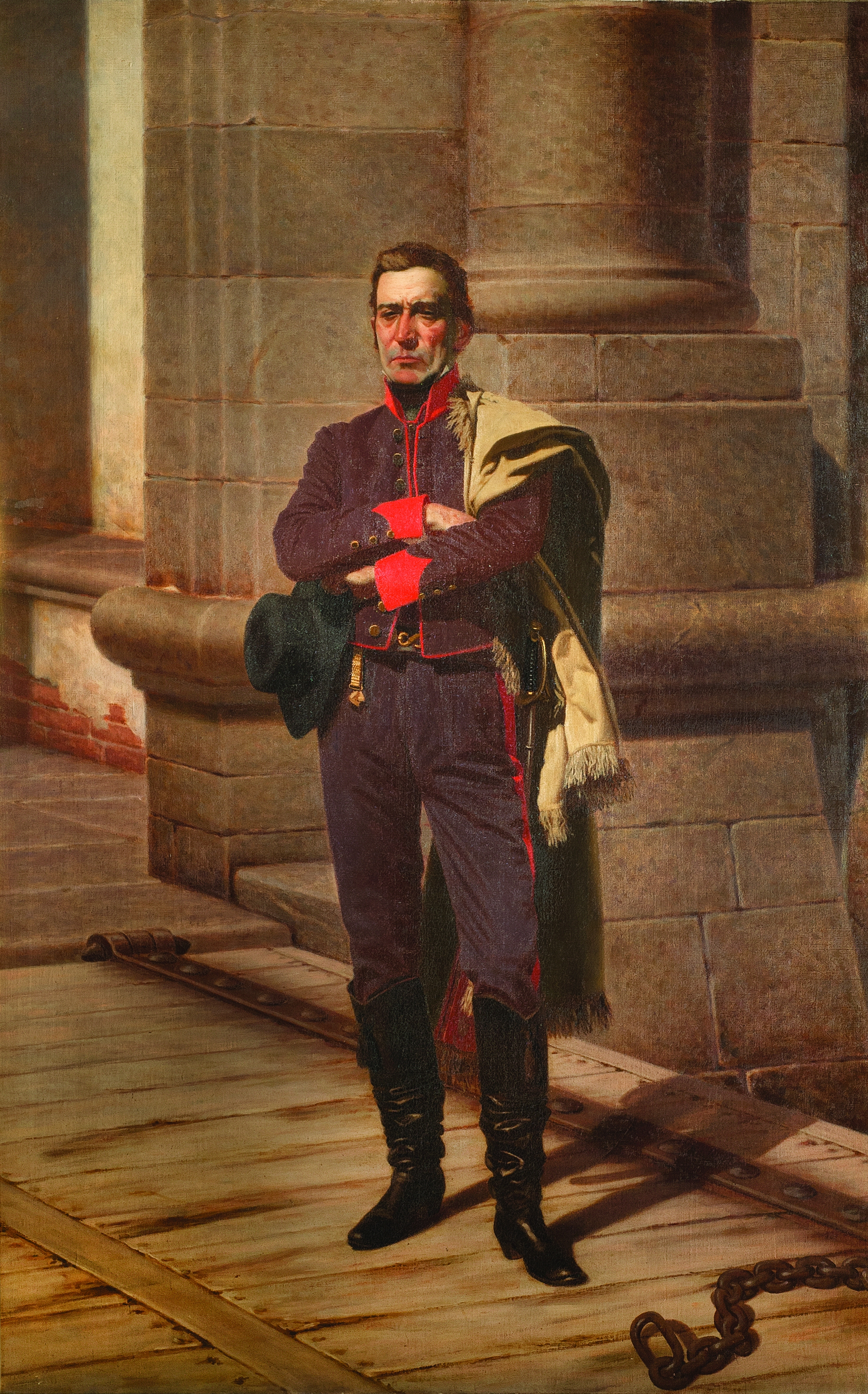
호세 헤르바시오 아르티가스

시스플라티나 주의 기. 우루과이로서 독립하기 전에 사용되었으며 아르헨티나(과거 리오 데 라 플라타 합주국)의 은혜를 잊지 않기 위해 5월의 태양을 이용하여 우루과이의 국기를 제작한 이후 폐기되었다.

1811년 우루과이의 국민 영웅 호세 헤르바시오 아르티가스는 에스파냐에 대항해 독립 전쟁을 일으켜 라스 피에드라스 전투에서 같은 해 5월 18일에 식민지배자를 격퇴했다. 1814년 그는 연방 연합을 조직했으며, 여기서 그는 보호자로 선포되었다.
공화주의적인 연방 연합의 영향력과 명성이 계속 커지면서 포르투갈은 이에 우려했고, 호세 아르티가스와 그의 혁명을 분쇄하기 위해 1816년 8월 그들은 (아르헨티나와는 암묵적으로 공모하여) 동부주를 침략했다. 포르투갈군은 수적, 물질적 우위로 1817년 1월 20일 몬테비데오를 점령했으며, 3년간 지방에서 전쟁을 계속해 결국 타콰렘보 전투에서 아르티가스를 패배시켰다. 1821년 리오 데 라 플라타의 동부주(Provincia Oriental del Río de la Plata, 오늘날의 우루과이)는 브라질에 병합되어 시스플라티나주가 되었다.
후안 안토니오 라바예하가 이끄는 33인의 동부인이 리오 데 라 플라타 합주국(현재의 아르헨티나)의 지원을 받아 1825년 8월 25일 독립을 선언했다. 500일간의 아르헨티나-브라질 전쟁이 일어났다. 우루과이인들이 자신의 영토를 되찾었을 뿐만 아니라, 아르헨티나 군대가 브라질 본토까지 쳐들어가는 상황에서 1828년 영국이 중재 아래 몬테비데오 조약을 맺고 우루과이를 독립시켜, 우루과이강 동안공화국(República Oriental del Uruguay)이 건국됐다. 우루과이의 첫 헌법은 1830년 7월 18일에 제정됐다. 이후 19세기에 우루과이는 이웃 국가의 개입과 갈등, 정치·경제적 동요, 대규모 유럽인들의 이주를 겪는다.
이 시기에 리오그란데(현재의 브라질 히우그란지두술주)가 시스플라티나와 동시에 브라질로부터 독립을 주장하며 자주국임을 선언했지만 리오그란데는 끝내 독립에 실패해서 현재까지 브라질의 주로 남아 있다.

## 우루과이 내전
독립 후 초대 대통령 후루투오소 리베라의 콜로라도당[赤黨]과 2대 대통령 M. 오리베의 블랑코당[白黨]이 날카 롭게 대립해서 내분이 계속되고 아르헨티나, 브라질, 파라과이의 대립장소가 되어 정국은 극도로 불안정해졌다. 이와 같은 내분 속에서 ‘대전쟁'(1843∼1851)이라고 불리는 내전이 일어났다. 영국·프랑스는 콜로라도당을 지지하고 아르헨티나는 블랑코당을 지지하여 몬테비데오 공방전을 벌인 끝에, 결국 블랑코당의 패배로 끝났다. 이 전쟁 후에도 우루과이는 아르헨티나, 브라질 두 대국 사이에 끼여 불안정한 정세가 계속되었다. 1865년 콜로라도당의 군인 독재자 카우딜로 프로레스가 브라질, 아르헨티나 양국의 지원을 얻어 집권했고 이후 군인 출신 독재자가 연이어 부패된 권력 정치를 감행하게 된다.

### 20세기

#### 오르도녜스
1926년 우루과이는 쥘 리메에게 초대월드컵은 자국에서 개최하겠다고 수단과 방법을 가리지 않고 가장 좋은 월드컵 유치 조건을 내걸어 1930년 우루과이 독립 100주년을 기념하는 첫 월드컵을 개최했다.
기간산업의 국유화, 8시간 노동, 노인연금, 교육제도의 개혁, 정교분리(政敎分離) 등 오늘날 우루과이가 자랑하는 사회민주주의 제도 즉 복지국가는 오르도녜스 집권 시기에 수립된 것이다. 그러나 이들 정책을 실시하는 데에는 곤란한 점이 있었으므로 1917년 대통령제를 대신하는 집정협의회제의 일부가 실시되었다. 1934년 세계공황을 배경으로 대통령 하브리엘 테라의 쿠데타가 일어나 이 제도는 한때 중단되고 독재정치로 바뀌었으나 1952년 신헌법이 승인되어 9인 집정협의회에 의한 합의정치가 확립되었다.
1958년의 선거에서 93년간 정권의 권좌를 누렸던 콜로라도당은 블랑코당에게 패하였으나 이후 거듭되는 인플레이션 등 경제 혼란이 일어나 그 수습에 실패한 블랑코당 정권은 1966년 11월 선거에서 패하여 콜로라도당이 재차 정권을 장악하였다. 또 9인 집정협의회에 대해서 독재적이라는 비판의 소리가 높아져 1967년 3월 대통령제로 복귀하였다. 대통령 오르도녜스 이후의 여러 분야에 걸친 개혁으로 남아메리카에서는 예외적이라 할 수 있는 민주적인 여러 제도를 실시함으로써 ‘남아메리카의 스위스’라고 불릴 만큼 충실한 사회정책을 실시하였지만 1970년에 들어서면서부터 게릴라 제압의 주역을 담당한 군부의 정치 개입이 시작되고 언론통제 등이 행해져 정국은 어두워지게 되었다. 인플레이션이 국민생활을 위협하고 정부의 사회복지정책이 제때에 실시되지 못하고 노동운동이 격화하는 가운데 행해진 대통령선거에 공산당, 사회당, 전국노동자회의(CNT), 그밖의 좌익정치세력 등이 집결하여 확대전선을 결성하고 리베르 세레그니를 대통령 후보로 내세웠다. 결과는 콜로라도당의 후안 마리아 보르다베리가 승리하여 대통령으로 취임하였지만, 확대전선으로 결집된 좌익세력의 힘은 무시할 수 없게 되었다. 보르다베리 정권은 급속하게 우경화하였으며 도시 게릴라 조직 투파마로스 인민해방운동의 박멸을 구실로 군사독재적 성격을 강화하였다.
1972년 4월 국회 승인을 얻어 1952년의 헌법을 정지하고 계엄령을 선포하였다. 1972년 말까지 게릴라를 진압한 군은 1973년 6월 대통령에게 압력을 가하여 국회를 해산시키고 사실상 군사정권을 구축하였으며, 사회당·공산당, 그밖의 반정부 세력의 결사(結社)를 금지하였다. 국제적인 인권옹호조직 국제사면위원회는 보르다베리 정권의 정치범에 대한 고문 등의 인권억압을 고발하였다. 좌익세력을 힘으로 억압하였지만 여전히 정국은 불안이 계속되었다.
1976년 차기 대통령 선거를 둘러싸고 정권 담당자 간의 대립이 격심해지자 대통령 보르다베리는 파면당했고, 같은 해 6월 국가평의회 의장 알베르토 데미첼리가 임시 대통령으로 취임하였으며, 7월에는 군부가 주도하는 국민평의회가 블랑코당의 아파리시오 멘데스를 새로운 대통령으로 선출하였다. 멘데스는 1977년 8월 신헌법을 1980년까지 제정하기로 하고, 1981년 11월 총선거를 실시하여 민정(民政)으로 이관하는 등의 단계적 민주화 방침을 결정하였다. 1984년 11월 총선거에서 콜로라도당의 후안 마리아 상기네티가 대통령에 당선되었으며, 1985년 3월 군정에서 민정으로 정권이 이양되었다. 1989년 루이스 알베르토 라카예가 대통령으로 당선, 정권을 승계하면서 많은 정치범들이 풀려나고 정치적, 시민적 권리를 되찾았다.

## 인구

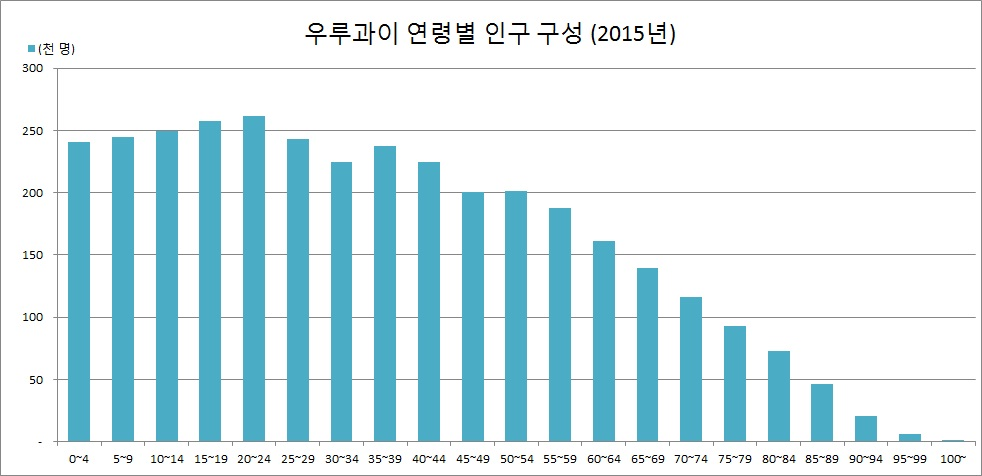
우루과이 연령별 인구 구조 (2015년)

우루과이의 총인구는 2015년 기준으로 3,431,555명이다. 인구증가율은 0.34%(2010년~2015년)이며 1965년 이후 1% 미만의 낮은 증가율을 지속하고 있다. 인구밀도는 19.6명/km2이며 세계 평균인 56.5명/km2와 비교해 볼 때 매우 낮은 수준이며 전체 인구의 95.3%(2014년)가 도시에 거주하고 있다. 중위연령은 34.9세이며 2015년 노인인구비율이 14.13%에 이르러 고령사회에 진입하였다.

## 사람과 언어
이웃 나라인 아르헨티나처럼 전 인구 중 백인이 88%로 대다수를 차지하고 있다. 스페인과 이탈리아 계통의 주민이 가장 많으며, 독일, 폴란드, 프랑스, 러시아 등지에서 온 이민들의 계통도 소수로 있다. 그 외 메스티소가 8%, 흑인이 4%이며 소수의 인디오들도 있다. 아르헨티나처럼 에스파냐어를 공용어로 사용하지만 브라질과 인접한 지역에서는 포르투갈어를 일상적으로 사용하는 경우가 있다. 영어는 대도시, 호텔을 제외하고는 거의 통용이 되지 않는다.

## 스포츠
우루과이 축구 국가대표팀은 축구 강팀으로, 1924년 하계 올림픽 및 1928년 하계 올림픽에 연속으로 올림픽 축구에서 우승했으며, 1930년 초대 월드컵에서는 아르헨티나를 누르고, 1950년 제 4회 월드컵에서 스페인, 스웨덴, 브라질을 누르고 우승했다. 1954년 FIFA 월드컵, 1970년 FIFA 월드컵, 2010년 FIFA 월드컵에서는 4위를 기록한 바 있다. 또한 코파 아메리카에서도 15차례나 우승하여 대회 역사상 가장 성공한 팀으로 꼽힌다. 그러나 우루과이 축구 국가대표팀은 1970년대 이후부터 꾸준한 하향세를 보이며 1974년 FIFA 월드컵 이후 16강 이상 오르지 못하고 있으며 지역예선에서 탈락한 월드컵도 무려 5회(1978년 FIFA 월드컵, 1982년 FIFA 월드컵, 1994년 FIFA 월드컵 (브라질, 볼리비아, 에콰도르 등에 밀려 탈락), 1998년 FIFA 월드컵 (아르헨티나, 파라과이, 콜롬비아, 칠레, 페루, 에콰도르에 밀려 탈락), 2006년 FIFA 월드컵 (오스트레일리아에 밀려 탈락))에 달할 정도로 쇠락의 길을 걷다가 2010년 FIFA 월드컵에서 준결승에 오르고(4위를 기록) 2011년 코파 아메리카에서 우승을 차지하며 다시 상승세를 타고있다.
우루과이는 1930년 FIFA 월드컵을 개최한 국가로서 FIFA 월드컵의 아버지인 쥘 리메는 몬테비데오의 센테나리오 경기장을 축구의 성지라 칭한 바 있다. 우루과이 정부는 FIFA월드컵 개최 100주년을 기념하기 위해 2030년 FIFA 월드컵을 아르헨티나와 같이 공동개최하려는 움직임을 보이고 있다.

## 정치
이 나라의 정치체제는 대통령제이며 부통령은 대통령이 임명하는 방식으로 러닝메이트 자리에 위치해 있으며 모든 정치적 권한은 대통령에게 있다.
임기는 5년 단임제이며 연임은 금지되어 있지만 훌리오 마리아 산기네띠가 1번 연임하여 2번의 임기를 가진 적이 있으며 민주화시대 이후 現 대통령인 루이스 알베르토 라카예 포우가 2020년 3월 1일에 재선에 성공함으로써 前 대통령인 호세 무히카는 2015년 3월 1일에 퇴임하여 정권을 이양받고 민주적인 절차에 의거하여 2번의 임기를 채운 두 번째 대통령이 되었다. 그것도 민주화시대 이후의 좌파 계열 대통령으론 최초의 연임이다. 또한 現 부통령은 베아트리스 아르히몬이다.

## 경제
우루과이는 스위스와 같이 은행에 돈을 맡긴 사람들을 절대 밝히지 않는다. 우루과이는 남미 최고의 경제력을 자랑한다.

## 군사
인구 1,000명당 상비군 병력 수는 7.1명으로, 우루과이는 모병제를 함에도 불구하고 군인의 비율이 웬만한 징병제 국가보다도 훨씬 높다. 이 나라는 구형 전차를 모두 퇴역시켰고, 대체 무기를 도입하지 않았기 때문에 전차를 보유하지 않아 현재까지도 포병이 없다.

## 외교

### 대한민국과의 관계
대한민국과는 1964년 10월 7일에 수교했다. 양국은 정치, 경제, 문화 및 국제무대에서 전통적으로 긴밀한 협력관계를 유지하여 오고 있다. 2008년 9월, 우루과이의 대통령 타바레 바스케스가 한국을 방문했다. 양국간 문화, 어업, 무역, 경제과학기술, 사증면제협정 등이 체결되었다. 한국은 몬테비데오에 상주 대사관을 두고 있고, 우루과이는 2002년 11월 30일, 우루과이의 경제위기로 주한 대사관을 잠정폐쇄한 바 있으나 2006년 2월에 다시 열었다. 2007년 양국간 교역규모가 1억 1,200만 미국달러이고 50여척의 한국 어선이 우루과이의 수도 몬테비데오항을 전진기지로 해 남대서양에서 조업하고 있으며, 현재 50여가구 150여명의 한국 교민이 거주하고 있다.

## 관련 사진 및 그림

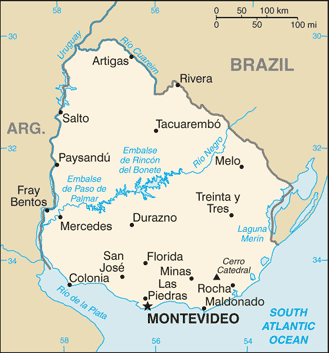
우루과이 지도
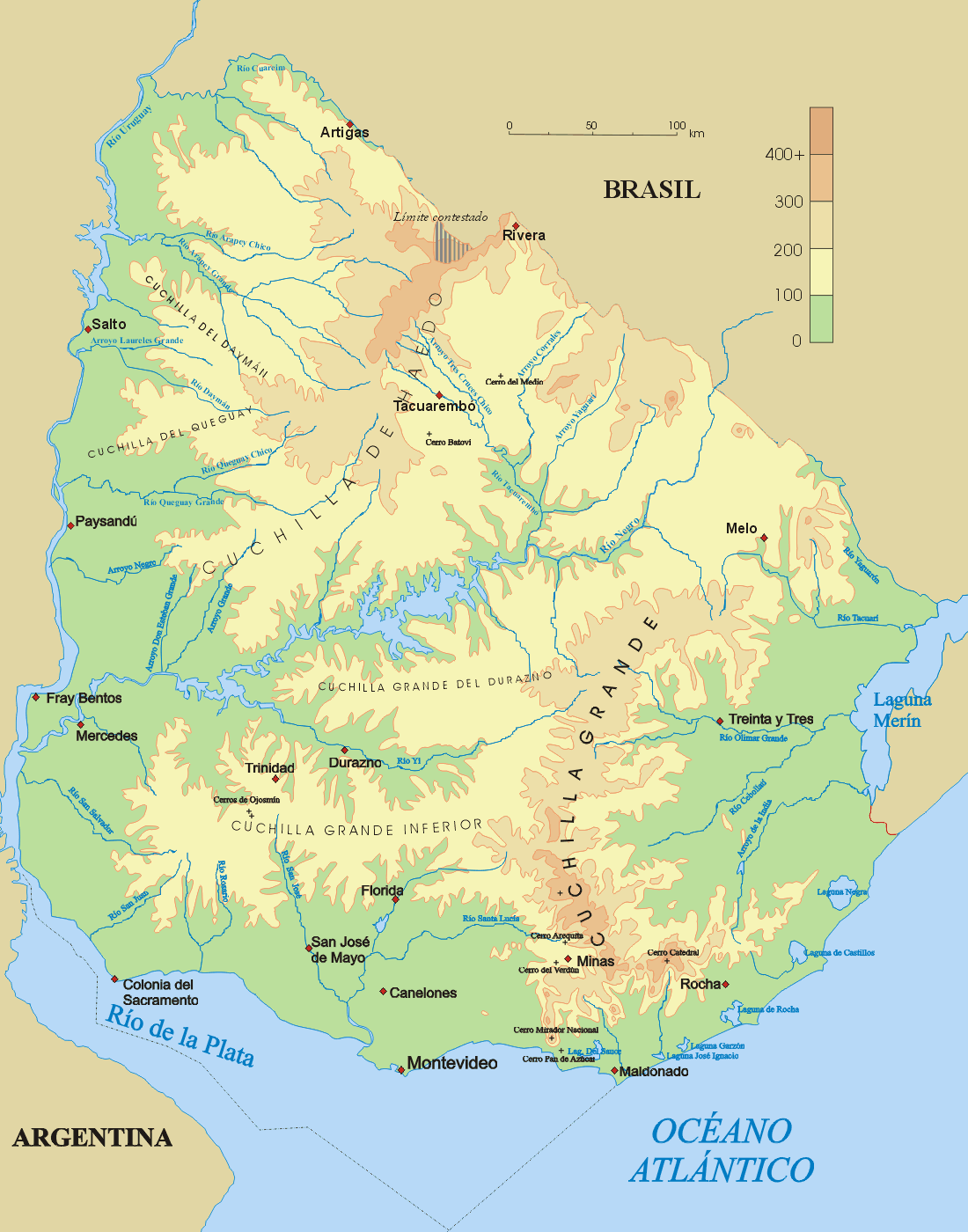
우루과이 지형도
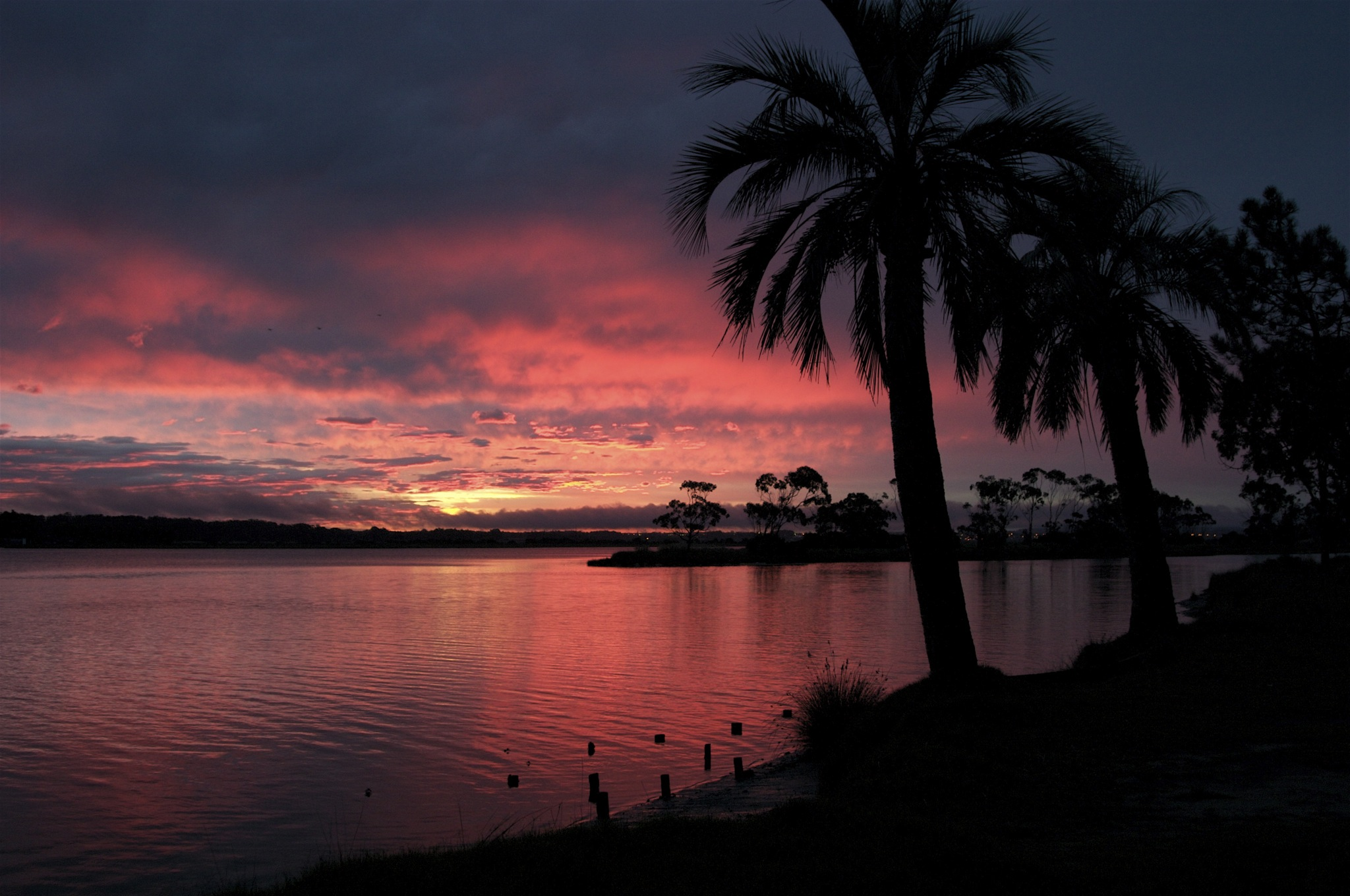
말도나도만
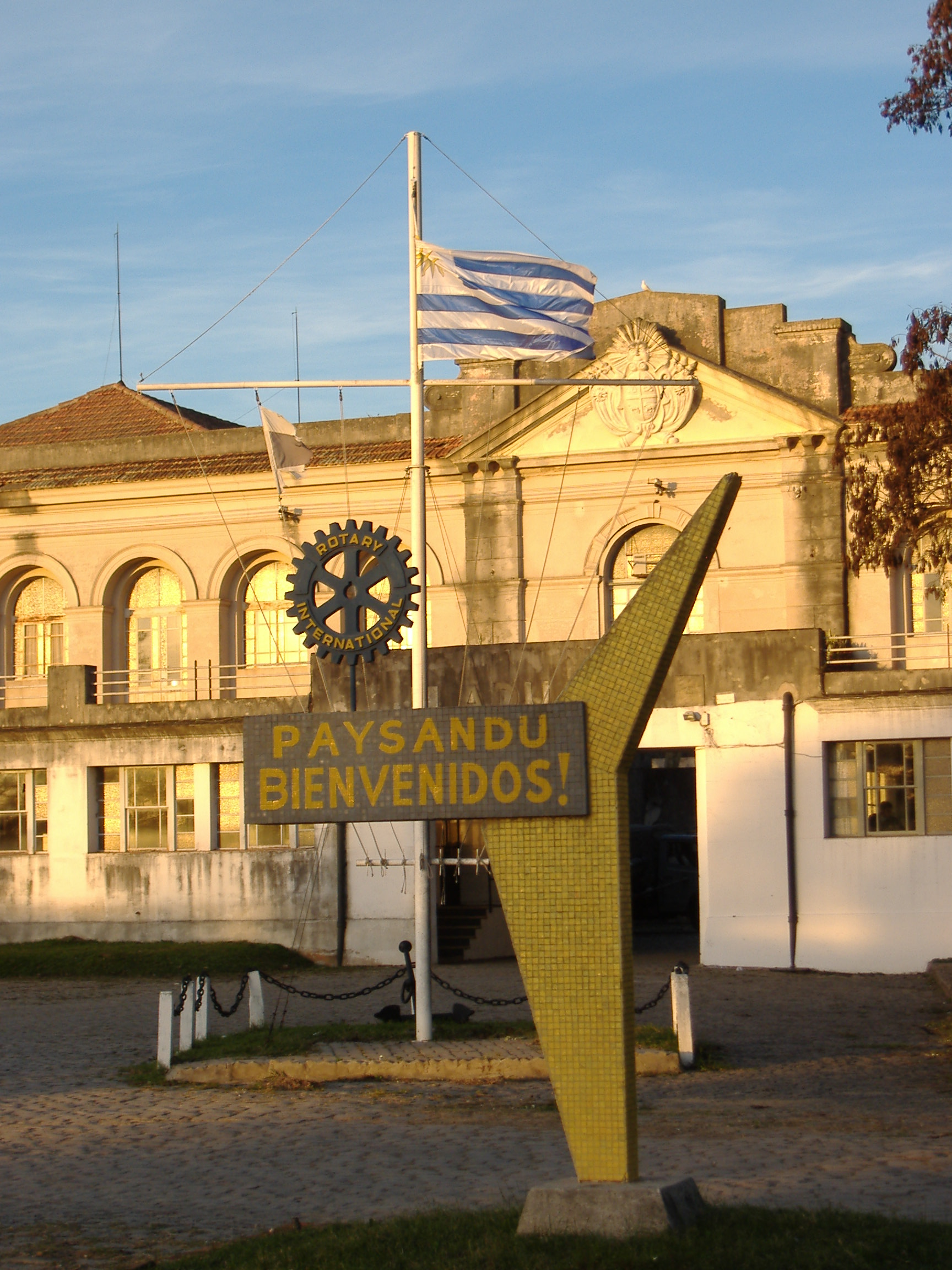
파이산두